# Bo Diddley (Bo Diddley-låt)
Bo Diddley är en rhythm'n'bluessång skriven och inspelad av Bo Diddley i Universal Recording Studio i Chicago, och utgavs på Chess Records underetikett Checker Records 1955. Den blev en omedelbar hit och stannade kvar på R&B-topplistan i 18 veckor, sju veckor mer än den egentliga A-sidan på singeln, "I'm a Man". Det var Bo Diddleys första singel, och samtidigt hans första hitsingel.